# Centris agiloides
Centris agiloides är en biart som beskrevs av Roy R. Snelling 1984. Centris agiloides ingår i släktet Centris och familjen långtungebin. Inga underarter finns listade.